# Hebbronville
Hebbronville – jednostka osadnicza w Stanach Zjednoczonych, w stanie Teksas, w hrabstwie Jim Hogg. W 2000 roku liczyło 4 498 mieszkańców.